# Стародеревенская улица
Стародереве́нская улица — улица в Приморском районе Санкт-Петербурга. Проходит от Приморского проспекта до улицы Ильюшина, далее переходит в проспект Авиаконструкторов. Участок от Школьной до Мебельной улицы не существует.

## История
Улица получила название 4 апреля 1988 года. Ранее (до 1947 года) это название носила другая улица, в настоящее время объединённая с бывшей Новодеревенской набережной в Приморский проспект.

## Пересечения
- Приморский проспект
- улица Савушкина
- Школьная улица
- Мебельная улица
- улица Оптиков
- Ситцевая улица
- Богатырский проспект
- Камышовая улица
- улица Ильюшина

## Транспорт
По различным участкам улицы проходит ряд автобусных маршрутов.
С 1999 года на участке от улицы Ильюшина до улицы Оптиков существует трамвайная линия, используемая маршрутом №18.
Ближайшие к Стародеревенской улице станции метро — «Старая Деревня» и «Комендантский проспект» 5-й (Фрунзенско-Приморской) линии.

## Галерея

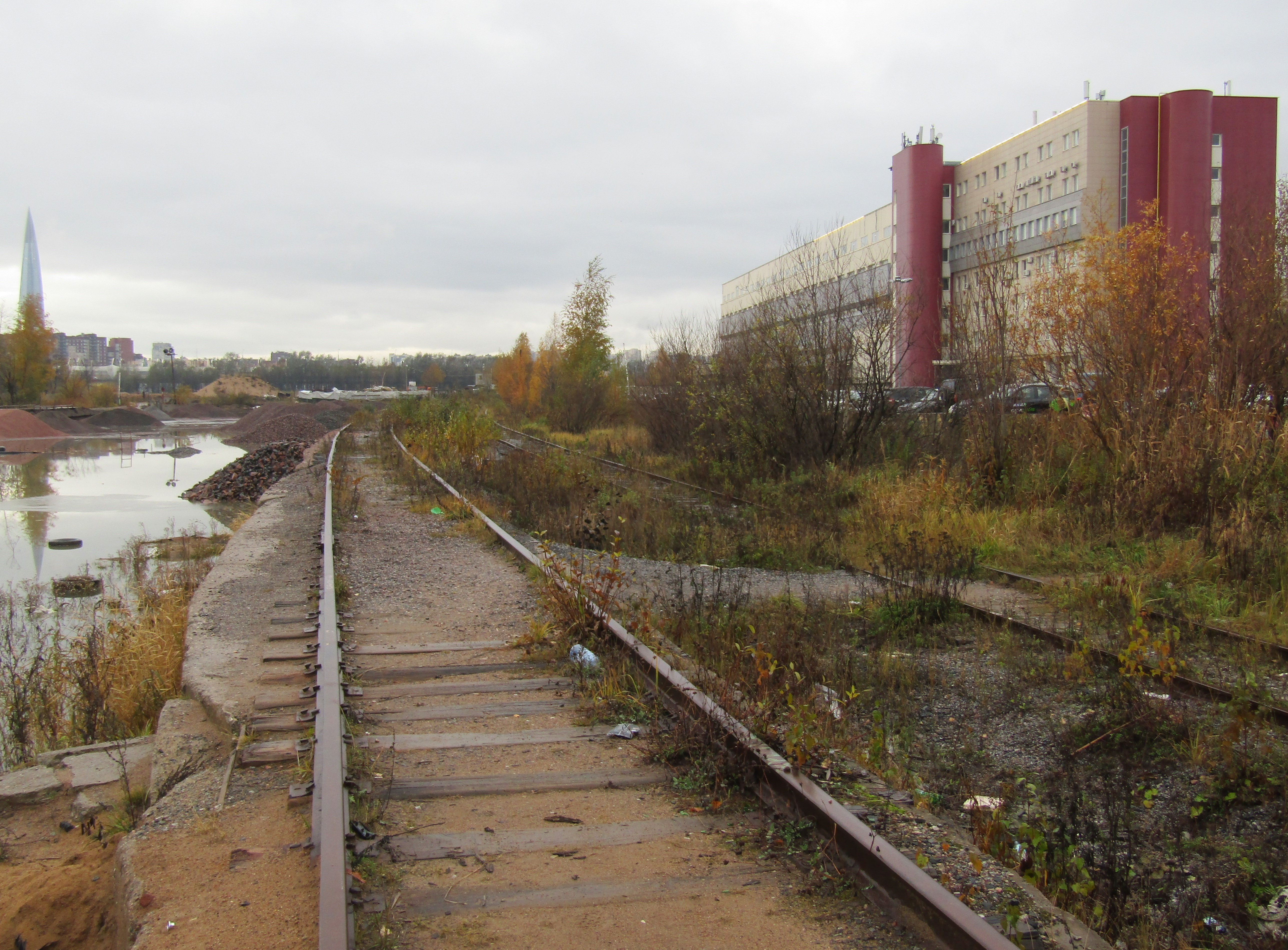
Пересечение с железнодорожной веткой к Приморской котельной
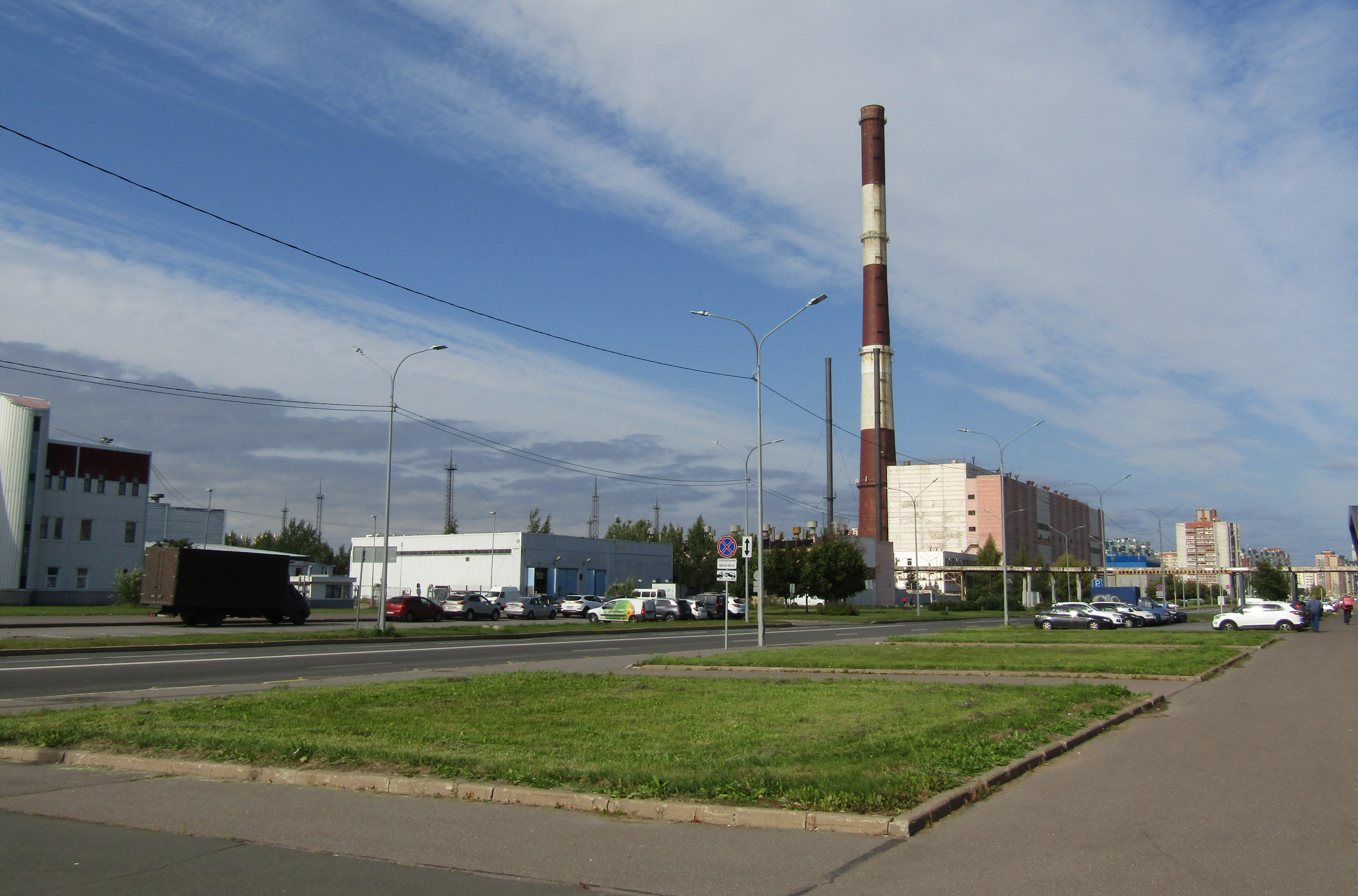
Вид от Мебельной улицы. Приморская котельная
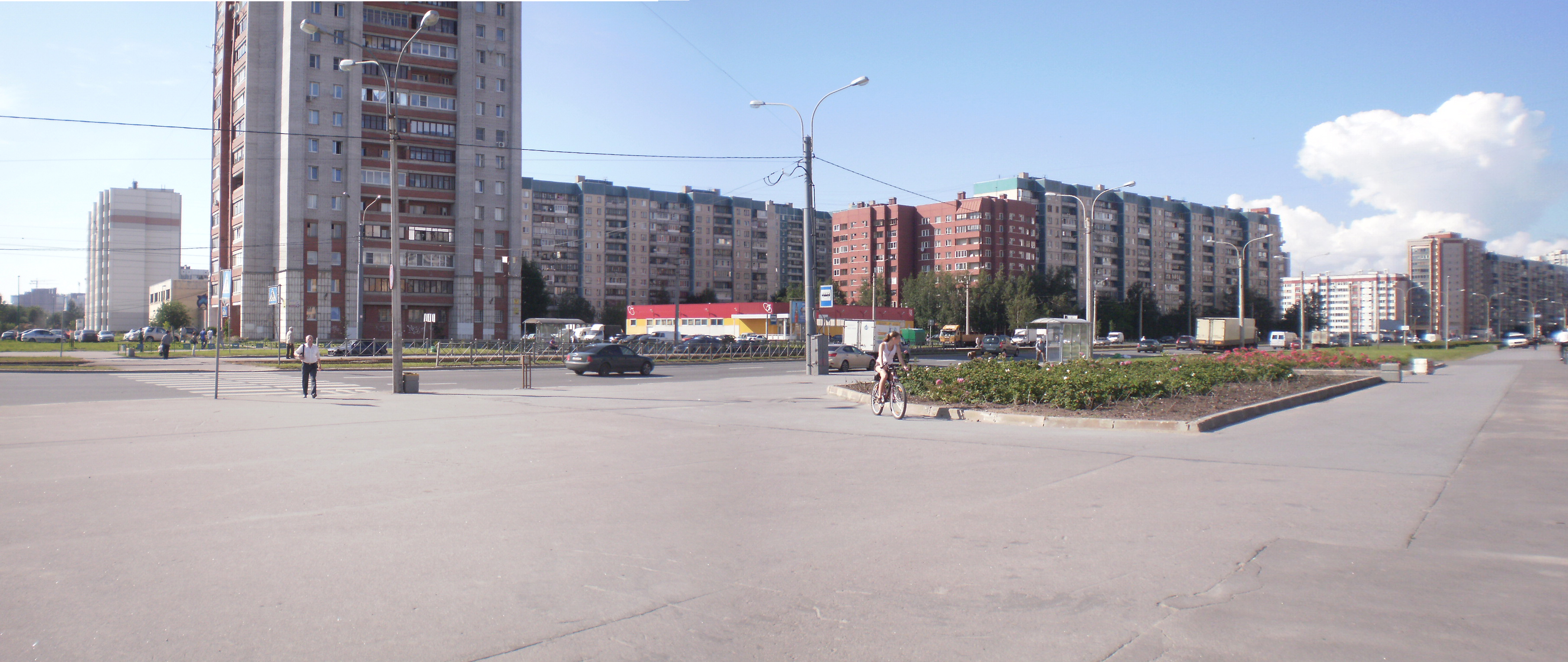
Вид от Ситцевой улицы